# Mónica Dower

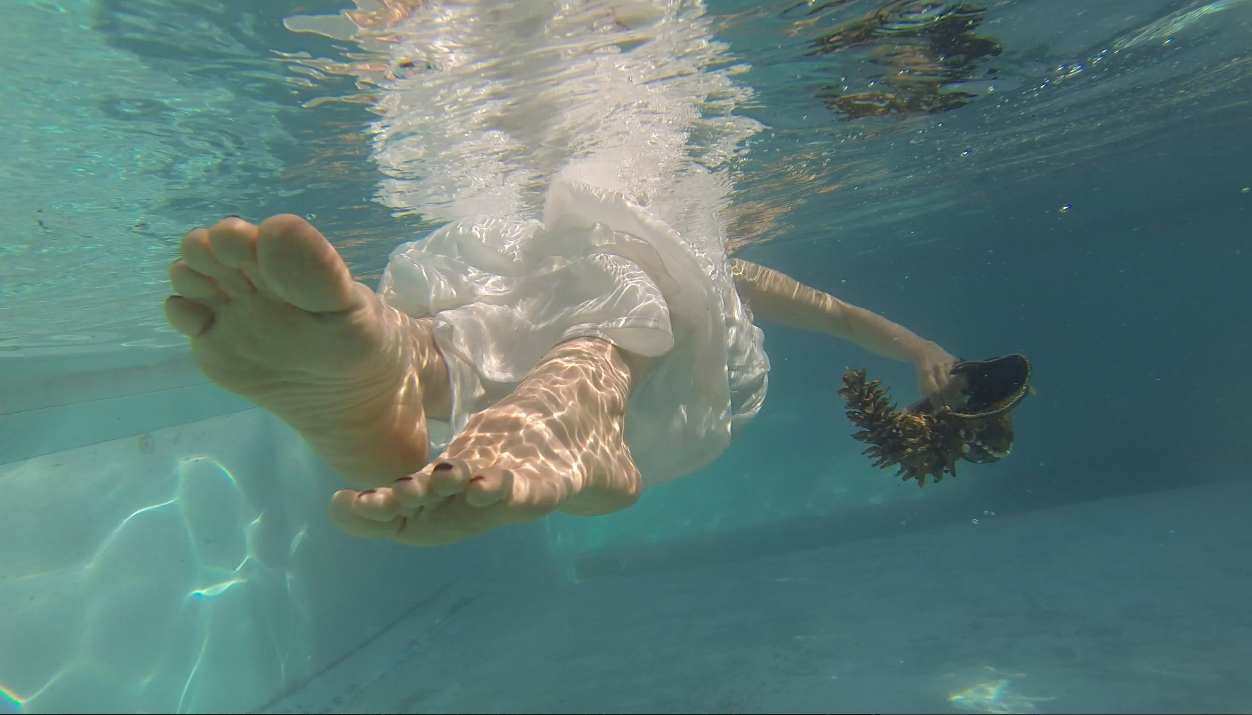
Mujeres flotantes, Mónica Dower, video still 2016

Mónica Shnadower Levy  (Southampton Gran Bretaña, 1966) es una artista multidisciplinaria naturalizada mexicana.  Su propuesta incluye video, performance, fotografía y pintura. Su obra se caracteriza por la creación de espacios ilusorios a través del agua, así como el uso de imagen y el movimiento que crean imaginarios heterogéneos. Mónica estudió Artes Visuales en la Facultad de Artes y Diseño de la Universidad Nacional Autónoma de México. Realizó una residencia en París de tres años (1989-1992) trabajando arte oriental, pintura y acuarela en el atelier del Maestro Luis Ansa.

## Obra
Uno de los principales intereses de Mónica Dower  son las relaciones entre la imagen y el movimiento, en ningún momento realiza una descripción mimética de las escenas de video, sino que se concentra en la generación de sensaciones, alterando incluso la estabilidad. La artista crea "obras inspiradas en secuencias de cine y video donde, más que la trama, la artista potencia el cruce genérico y saca partido a las posibilidades que le ofrece uno de sus recursos creativos: la distorsión de la imagen."  El vídeo y la plástica  se presentan como dos dimensiones que se yuxtaponen en los cuadros. En la serie de obras  Pintando la imagen movimiento, la artista seleccionó  escenas de video que fueron llevadas  a la representación pictórica, evocando así el dinamismo. La artista eligió para cada obra, un autor o un  momento significativo de su producción para realizar una mise en scene pictórica. En este rubro se encuentran  acuarelas  como Oriana frente al vídeo Ever is over all de Pipilotti Rist. 54 seg, donde utiliza la figura femenina de Oriana protagonista del vídeo Ever is over all del artista Pipilotti Rist, con lo que   la artista logra generar nuevas narrativas. Este interés se encuentra íntimamente relacionado con  el surgimiento de  nuevas tecnologías   y más concretamente con el desarrollo del video-arte, por lo que la obra de Dower dialoga con artistas como Pola Weiss pionera del video-arte en México.
Uno de los principales intereses de Dower es el agua y los imaginarios que se producen dentro de las albercas.  La artista realizó el proyecto The Swiming Pool Series en el Laboratorio de Arte Alameda  en el 2016  donde metió a un investigador, un artista visual, un cantador y una bailarina en albercas públicas. Para Dower la alberca es un “escenario perfecto para hablar sobre las profundidades del alma y del pensamiento, de ahí que empezara a pedirle a algunos personajes que entraran a una y le empezaran a contar, cantar o actuar algo que les naciera.” Para la artista, el agua es una especie de catalizador que les permite expresar y canalizar sus miedos generando una sensación de libertad. Asimismo expresa que  busca retratar la fragilidad de las persona y permitirle a la persona que hable de lo que más le apasiona. Con la superposición de vídeos, performances  y pintura genera lo que ella denomina "retratos líquidos." Su poética 
La artista participó en la muestra  La ciudad de México en el arte, travesía de ocho siglos, curada por Luis Ruis Caso. Debido a la generación de nuevas imaginarios, se refiere que la obra de la artista evoca a "no lugares" el cual "es un concepto aplicado sobre todo al mundo actual y busca caracterizar  sitios como carreteras, supermercados, hoteles, aeropuertos, estaciones de tren,  espacios de comida rápida etc. carecen de toda  cualidad asociable con los lugares: son de paso, de simple tránsito y no tienen historia."  La obra de Dower evoca a este movimiento y tránsito, son espacios de dinamismo.

## Premios y distinciones
- 2010-2013 Beca del Sistema Nacional de Creadores de Arte del Fondo Nacional para la Cultura y las Artes.
- 2004 Mención Honorífica XII Bienal Rufino Tamayo, 2004. Premiada por Raquel Tibol, Teresa Del Conde, Itala Schmeltz y Alma Ruiz.
- 2003 Premio de CONACULTA a la instalación La llamada. La sopa una historia privada, presentada en San Ildefonso. Jurado: David Ross, Pedro Meyer y Ana de la Rosa.

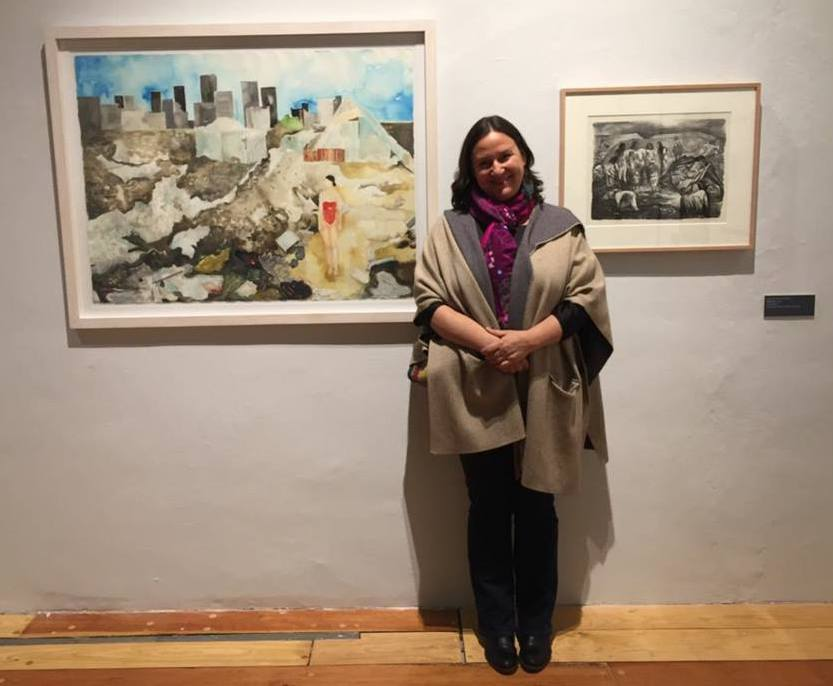
Mónica Dower, con su obra Desnudo en Santa Fe, 2015

- 1994 Beca de Jóvenes Creadores del FONCA, 1994.

## Exposiciones  colectivas, bienales  y proyectos recientes.
La Ciudad de México en el Arte. Travesía de ocho siglos. Museo de La Ciudad de México, 2017. 
IVAHM, New Media Arts Festival Madrid, Centro de Artes de Vanguardia, La Neomudéjar de Madrid, 2017.
Retrato/ Anti retrato,, FAD/ Esmeralda, Biblioteca Vasconcelos, julio 2017, Ciudad de México. 
Diálogo abierto, San Carlos/Esmeralda, Biblioteca Vasconcelos, julio de 2015, Ciudad de México. 

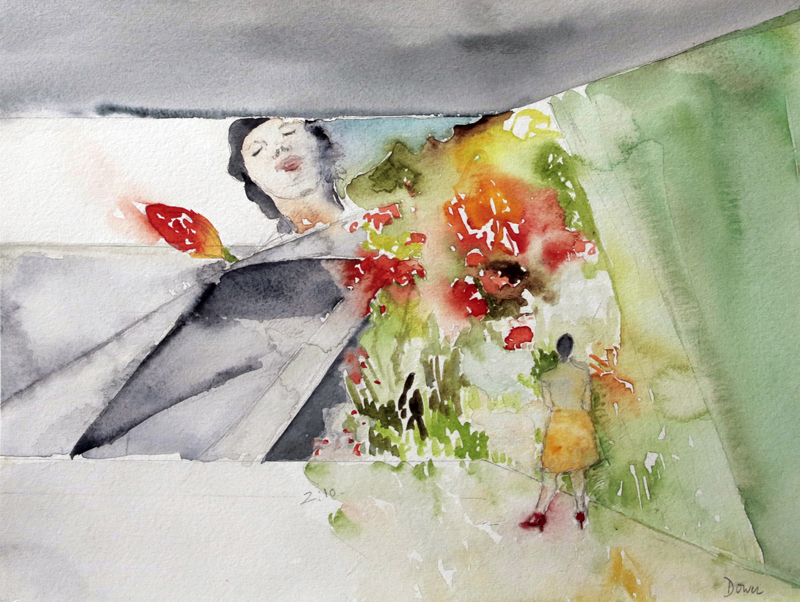
Oriana frente al video Ever is over all de Pipilotti Rist 54 s.

Invitadas de Honor, alumnas, maestras y egresadas de La Esmeralda Biblioteca Vasconcelos, marzo de 2015, México DF. 
Portas Abertas, Open Doors, 60 artistas contemporáneos, Curator Claudia Gianetti, Forum Eugenio Almeida, Évora, Portugal, 2013.
Materia sensible, curaduría Caroline Montenat, Museo Carrillo Gil, 2013.
Archipiélago. 14 microhistorias en el arte contemporáneo, curaduría Bárbara Perea y Luis Rius Caso, Galería Arte Hoy, 2013. 

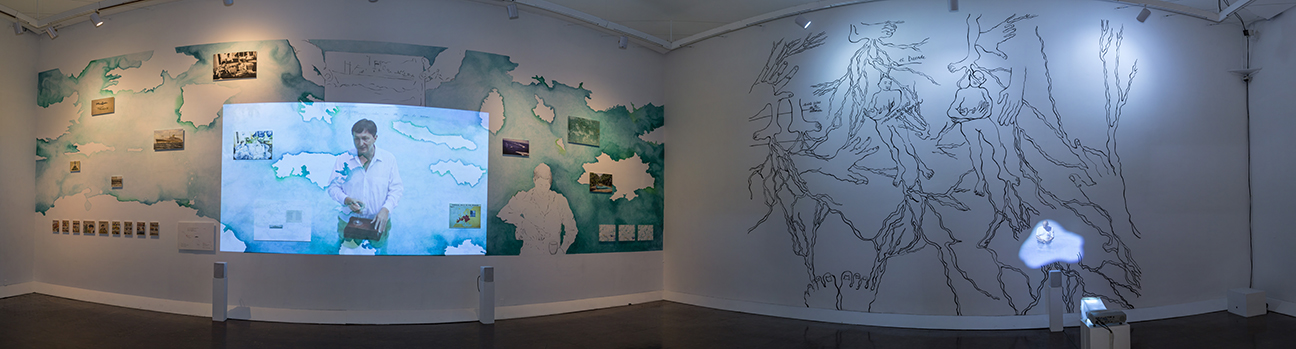
Mónica Dower Exposición en el Laboratorio de Arte Alameda, junio de 2016

Buscar lo Real, curaduría Sylvia Navarette, Museo de San Carlos, 2012. 

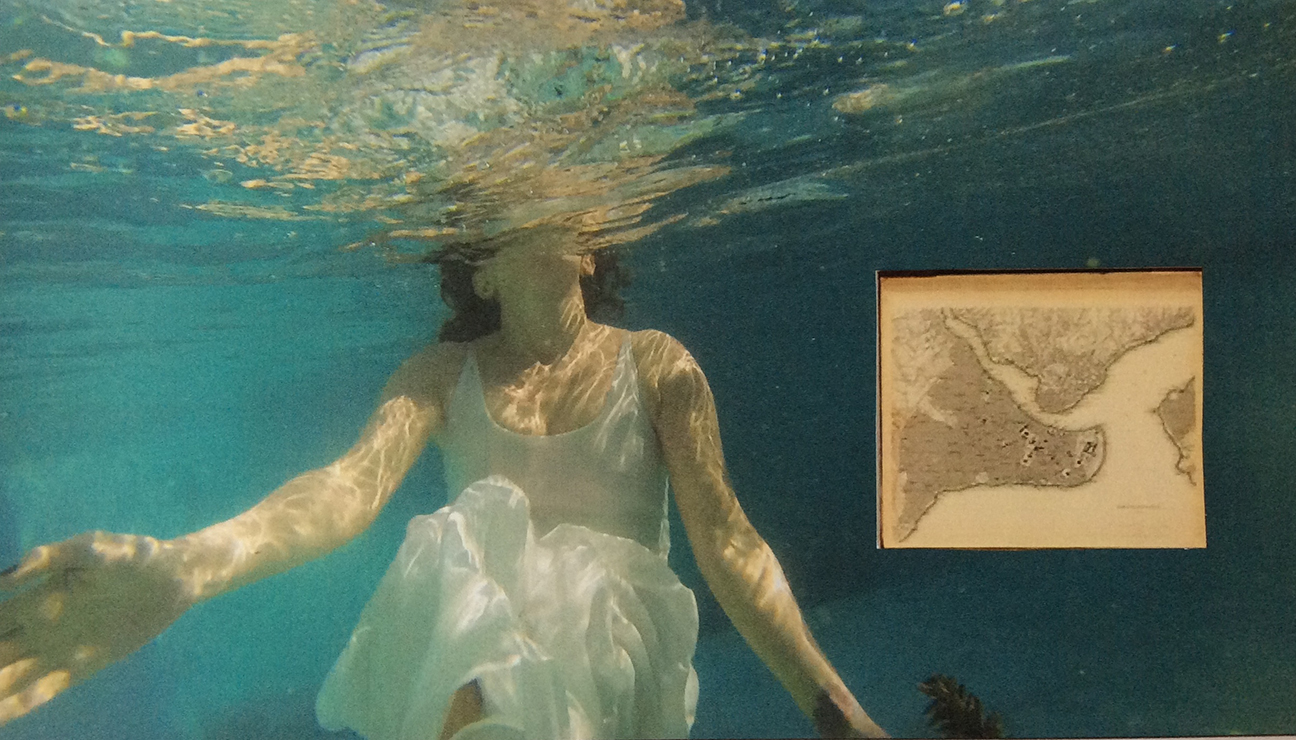
Serie de las mujeres flotantes, 2016

El 5 de mayo de 1962, Uriarte Talavera contemporánea, curaduría Sylvia Navarrete, Museo Franz Mayer, 2012.
Cuadro, Exposición itinerante, museo Reyes Meza, Nuevo Laredo, 2010. 

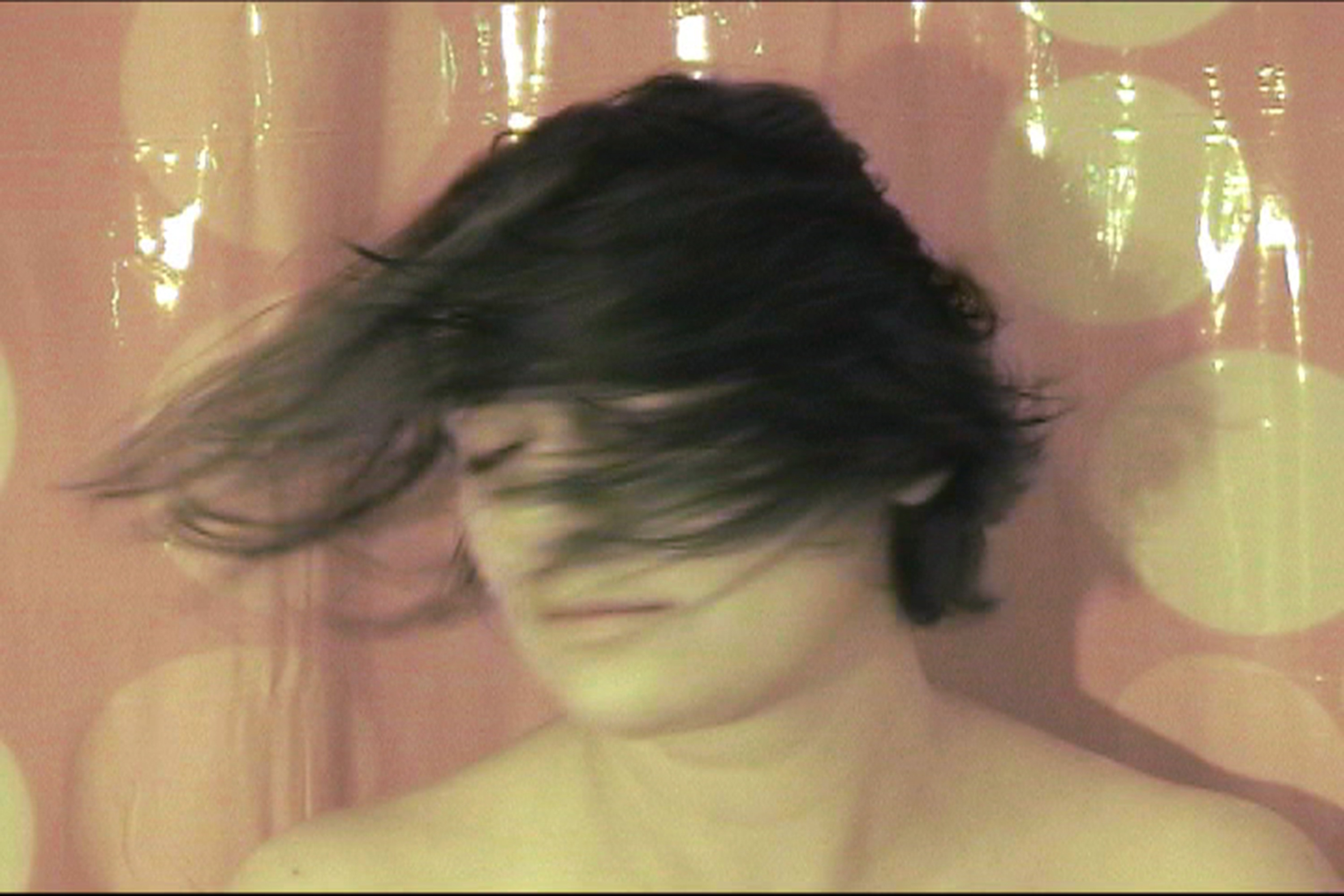
Pájaros en la cabeza, video, 2002

20 Años FONCA. 1989/ 2009. Magna Exposición Retrospectiva. Selección de 150 Jóvenes Creadores. Biblioteca Vasconcelos, México DF, 2009. 
Codecs Bio, MACO, Oaxaca, México. Curaduría de Perla Montelongo, Bruno Varela y Elías Levín, 2009.
Lúcida, un programa sobre el video en Latinoamérica. Curadores, Gabriela Golder y Andrés Denegri, TV Argentina, Universidad Nacional Tres de Febrero, Centro Recoleta, Buenos Aires, 2007-2009.
Imágenes multimedia de un mundo complejo. Visiones desde ambos lados del Atlántico. Curaduría Jesús Rubio La Paz, Julia Portela y Julio Flores. Centro Cultural Recoleta, Buenos Aires, Hospital Real, Granada ES, Instituto Ludwig, La Habana, Centro Multimedia del CNA, México DF, Sala Santa Inés de Sevilla ES, 2008.
Mujeres Sin Cuenta, Instituto de México, San Antonio, USA. Curadora: Marta Papadimitriou, 2008. 
Altar Girls. International multimedia exhibition. Curator, David Dadone, Museo de Las Américas, Denver, Colorado, EUA, 2007. 
Woman at the crossroad of ideologies, curators: Ana Peraica, Neli Ruzic y Elías Levín, Split, Croacia , 2007.
Tercera Bienal de Artes Visuales de Yucatán. Yucatán, México, 2007. 
True Fantasies, curator, Ximena Cuevas, Center for Contemporary Art, Telaviv, Israel, 2006 Artfest 2006, Concurso de Artes Visuales WTC, México DF. 
V Bienal Internacional de Estandartes, Tijuana, México. Curator: Marta Palau, 2006. 
Primer Festival de Video Performance Eject, X Teresa Arte Actual, y Centro Multimedia, Centro Nacional de las Artes, México DF, 2006. 
Juntas y revueltas Museo de la Ciudad de México, 2006. 
Come Closer, Aktuelle Videoarbeiten aus México, curator, Paola Santoscoy, Kunstlerhaus Bethanien, Berlín 2005.
Artfest 2005, concurso de Artes Visuales, WTC, México DF. September Back-up, curator, Paola Santoscoy, Isola Art Center, Milan, 2005. Deriva mental. Panorámica.
Museo Tamayo Arte Contemporáneo, México DF. Curadora Tatiana Cuevas, 2004.

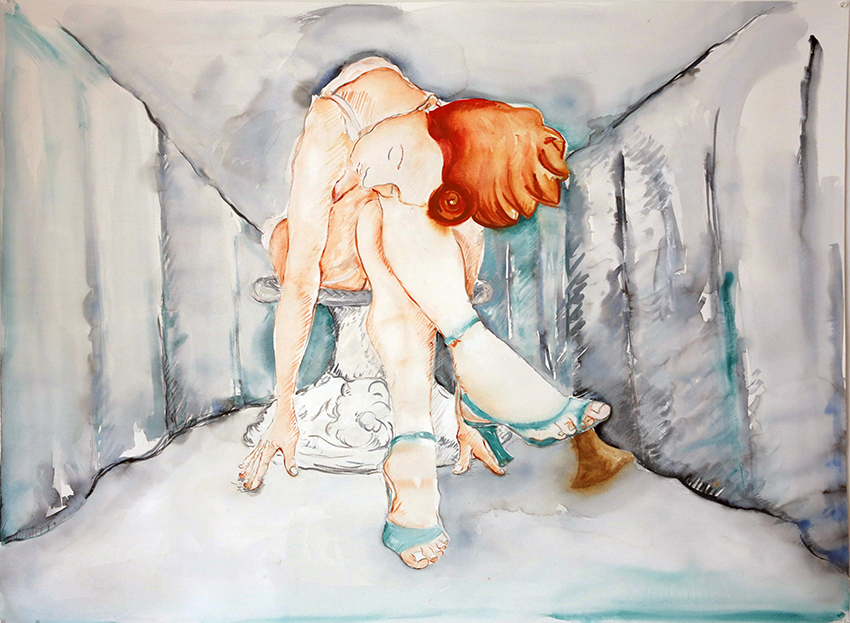
Cremaster, acuarela sobre papel, 100 x 136 cm, 2015

XII Bienal Rufino Tamayo, Mención Honorífica, Museo Tamayo Arte Contemporáneo, México DF, 2004. X Bienal Diego Rivera, Guanajuato, México, 2004. 
Just a kiss. Art Addict Gallery, Mc Allen, Texas, EUA, 2004. 
Quién me habita. Instalación: Dibujos gran formato, talla de madera y espejo de agua. Museo del Chopo, México DF, 2004.
Video Dumbo Festival, ciclo de videos, curadores: Gabriela Monroy y Caspar Strake, New York, US, 2004. 
Bitácora Visual 2003/2004, Museo de la SHCP, México DF, 2004. 
La llamada (La sopa. Una historia privada), video instalación. Obra premiada por la Unidad de Proyectos Especiales de CONACULTA. Antiguo Colegio de San Ildefonso, dentro del marco de la exposición Zona ilimitada, México DF, 2003
Evocaciones Matéricas, Colección Pago en Especie, Museo de la SHCP, México DF 2003. Primera Bienal de Artes Visuales de Yucatán, 2002. 26/36, Jóvenes Propuestas Contemporáneas, Museo de la SHCP, México DF, 2001.
25X25, GAM, Galería de Arte Mexicano, 2002. Fem Art, Caladona, Barcelona, 1996.
Creación en Movimiento, Museo Carrillo Gil, 1996. 
Jóvenes Creadores, IVEC, Veracruz, 1995.
Europe Art, Palexpo, International European Art Fair, Genève, Switzerland, 1991.
Exposición Colectiva en la Galería Ramón Alva de la Canal, Veracruz, 1987.

## Exposiciones individuales
- The Swimming Pool Series el Laboratorio de Arte Alameda, curaduría Agnès Mérat. Junio 2016.
- Pintando la imagen-movimiento, curaduría Bárbara Perea, Galería Ginocchio, 2011.
- Entre Invasiones y mujeres flotantes, Galería y Centro de Investigación Artística de Arte Contemporáneo, Frontground - Manolo Rivero, Mérida, Yucatán, 2009.
- Quién me habita, Instalación: dibujos gran formato, espejo de agua y talla de madera. Museo del Chopo, México DF, 2004.
- Cuando Estaba Allá, Galería El Estudio, México DF, 2004.
- La espera, Galería Praxis, México DF, 2002. La vie en rose, Galería Nina Menocal, México DF, 2001
- The Origins, Mural de 30 pies para el Hospital Bellevue de Nueva York, auspiciado por el Museum for the African Art y por el Mexican Cultural Institute of New York. 1998.
- Nalaumana, Galerie Artco, París, 1994.
- Amanecer, Galería Kin, México DF, 1993.
- Exposition d´été, Galerie Le Prao Sainte Maxime, France, 1992.
- Les Imaginaires, Galerie Taylor, Pau, France, 1992.